# Åke Hermanson
Åke Oskar Verner Hermanson (født 16. juni 1923 i Mollösund, Västra Götaland, Sverige - død 8. august 1996) var en svensk komponist, organist og leder.
Hermanson studerede komposition og orgel i Göteborg hos bl.a. Knut Bäck og Herman Asplöf, og studerede komposition videre i Stockholm hos Hilding Rosenberg og orgel hos bl.a. Alf Linder. Han skrev fem symfonier, orkesterværker, kammermusik, koncertmusik stykker for mange instrumenter, og musik til digte af svenske digtere såsom f.eks. Pär Lagerkvist. Han var først medlem, men blev så leder af Selskabet for Svenske Komponister.

## Udvalgte værker
- Symfoni nr. 1 (1964-1967) - for orkester
- Symfoni nr. 2 (1973-1975) - for orkester
- Symfoni nr. 3 (1979-1980) - for orkester
- Symfoni nr. 4 "Ocean" (1981-1984) - for Koncert (komposition)|orkester
- Symfoni nr. 5 "Universal" (1996) (ufuldendt) - for orkester
- In nuce (1962-1963) - for orkester
- Utopi (1977-1978) - for orkester
- Præludium og fuga (1951-1965) - for orgel